# غاثرينغ (استديو)
شركة غاثرينغ المحدودة (باليابانية: ギャザリング株式会社، بالروماجي: gyazaringu kabushiki gaisha) هو استوديو رسوم متحركة ياباني، تأسس في
1 سبتمبر عام 2015، ويقع مقره في تشيودا في
طوكيو.

## أعمال الاستوديو

### مسلسلات أنمي تلفزيونية
| العنوان                                                | المخرج     | تاريخ بداية العرض | تاريخ نهاية العرض | عدد الحلقات | المراجع |
| ------------------------------------------------------ | ---------- | ----------------- | ----------------- | ----------- | ------- |
| Tono to Issho: 1-Funkan Gekijō ‏                        | مانكيو     | 6 يوليو 2010      | 21 سبتمبر 2010    | 12          | [ 3 ]   |
| Tono to Issho: Gantai no Yabō ‏                         | مانكيو     | 5 أبريل 2011      | 21 يونيو 2011     | 12          | [ 4 ]   |
| بانانيا                                                | كيو ياتاتي | 4 يوليو 2016      | 26 سبتمبر 2016    | 12          | [ 5 ]   |
| The Idolmaster Cinderella Girls Theater ‏               | مانكيو     | 4 أبريل 2017      | 27 يونيو 2017     | 13          | [ 6 ]   |
| The Idolmaster Cinderella Girls Theater Season 2 ‏      | مانكيو     | 3 أكتوبر 2017     | 26 ديسمبر 2017    | 13          | [ 7 ]   |
| The Idolmaster Cinderella Girls Theater Season 3       | مانكيو     | 3 يوليو 2018      | 25 سبتمبر 2018    | 13          | [ 8 ]   |
| Okoshiyasu, Chitose-chan                               | كيو ياتاتي | 5 أكتوبر 2018     | 22 مارس 2019      | 24          | [ 9 ]   |
| The Idolmaster Cinderella Girls Theater Climax Season ‏ | مانكيو     | 2 أبريل 2019      | 25 يونيو 2019     | 13          | [ 10 ]  |
| Bananya and the Curious Bunch                          | كيو ياتاتي | 1 أكتوبر 2019     | 24 ديسمبر 2019    | 13          | [ 11 ]  |

### أونا أنمي
| العنوان                                                | المخرج | تاريخ بداية العرض | تاريخ نهاية العرض | عدد الحلقات | المراجع |
| ------------------------------------------------------ | ------ | ----------------- | ----------------- | ----------- | ------- |
| Puchimas! Petit Idolmaster                             | مانكيو | 1 يناير 2013      | 29 مارس 2013      | 64          | [ 12 ]  |
| Isobe Isobee Monogatari ~Ukiyo wa Tsurai yo~ ‏          | مانكيو | 19 ديسمبر 2013    | 19 ديسمبر 2013    | 4           | [ 13 ]  |
| Puchimas!! Petit Petit Idolmaster                      | مانكيو | 1 أبريل 2014      | 30 يونيو 2014     | 74          | [ 14 ]  |
| Isobe Isobee Monogatari ~Ukiyo wa Tsurai yo~ Season 2 ‏ | مانكيو | 26 مارس 2017      | 26 مارس 2017      | 1           | [ 15 ]  |

### أوفا أنمي
| العنوان                                             | المخرج | تاريخ بداية العرض | تاريخ نهاية العرض | المراجع |
| --------------------------------------------------- | ------ | ----------------- | ----------------- | ------- |
| Puchimas! Petit Idolmaster                          | مانكيو | 27 أكتوبر 2012    | 27 أكتوبر 2012    | [ 16 ]  |
| Takatsuki Gold Densetsu Special!! Harukasan Matsuri | مانكيو | 27 مارس 2013      | 29 مارس 2013      | [ 17 ]  |

### أفلام أنمي
| العنوان              | المخرج          | تاريخ العرض  | مدة العرض | المراجع |
| -------------------- | --------------- | ------------ | --------- | ------- |
| A Polar Bear in Love | كازويا إيشيكاوا | 24 مارس 2017 | 1 دقيقة   | [ 18 ]  |

## وصلات خارجية
- الموقع الرسمي (باليابانية)